# De Hoop (Rotterdam)
Korenmolen De Hoop was een stellingmolen aan de Coolvest (na demping daarvan tot Coolsingel hernoemd in 1923) in Rotterdam. De molen werd in 1736 door Gerrit van Driel gebouwd op de plaats van de Roomolen, een poldermolen die in 1619 op de Heer Jan Vettentoren was gebouwd. De molen werd in 1920 gesloopt voor de aanleg van de Coolsingel en de bouw van de huidige Beurs.

## Beschrijving

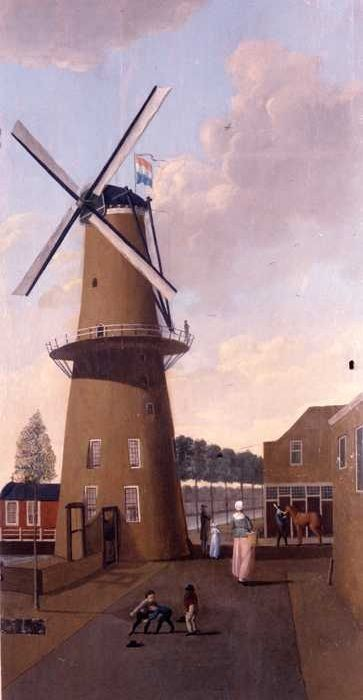
Kastdeur beschilderd met molen De Hoop

De Hoop was een uitzonderlijk hoge molen, volgens het artikel van de Molendatabase bij de sloop de hoogste van Nederland. Op de begane grond was een winkeltje van molenproducten. In 1918 werd de molen door de gemeente Rotterdam onteigend, omdat hij voor de plannen voor demping van de Coolvest en aanleg van een nieuwe verkeersweg (de huidige Coolsingel) in de weg stond. Eigenaar H. Miete kreeg een schadevergoeding van ƒ 60.000 toegewezen. De Hoop werd pas in 1920 daadwerkelijk gesloopt, in de twee tussenliggende jaren verhuurde de gemeente de molen aan molenaars Stok en De Boer uit Hillegersberg. Bij de sloop bleven de baard, de gevelsteen en een bijgebouwtje bewaard. De gevelsteen bevindt zich in Museum Rotterdam, de rest ging in het bombardement in 1940 verloren.
De Distilleerketel · De Hoop Rozenburg · De Lelie · De Nieuwlandse Molen · De Prinsenmolen · De Speelman · De Ster · De Vier Winden · De Zandweg

Voormalige molens

De Arend · De Bartholomeus Everardus · De Blauwe Molen · De Bok · De Bosland · Boezemmolen Nummer 1 · Boezemmolen Nummer 2 · Boezemmolen Nummer 3 · Boezemmolen Nummer 4 · Boezemmolen Nummer 5 · Boezemmolen Nummer 6 · Boezemmolen Nummer 7 · De Ceres · De Cornelis · De Francina · De Goudsblom · De Graankorrel · De Gravenlust · De Haas · Het Zeeuwse Wapen · Hoekmolen · De Hoop Delfshaven · De Hoop IJsselmonde · De Hoop Kralingen · De Hoop Overschie · De Hoop Rotterdam · De Kiesheidschemolen · De Kievit · De Korenaar · De Korenmolen · Kostverlorenmolen · Het Lam · Laantjesmolen · De Liefde · De Lokhorstermolen · De Maria · De Meerkoet · De Naarstigheid · De Noord · Oost-Blommersdijkse Molen · De Oranjeboom · De Pelikaan · Pendrechtse Molen · De Pomp · De Phoenix · De Reus · De Roode Leeuw · Rubroekse Molen · De Schulp · De Valk · Het Vertrouwen · De Vlaggeman · De Waakzaamheid · De Zuid · De Zwaan